# Dundalk Ice Dome
Der Dundalk Ice Dome ist ein Eishockeystadion in Dundalk, Irland, das 2007 eröffnet wurde und 1.200 Zuschauern Platz bietet. Seit 2010 ist das Stadion jedoch geschlossen.

## Nutzung
Der Dundalk Ice Dome wird seit der Gründung der Irish Ice Hockey League von einem Großteil der dort spielenden Vereine genutzt. So bestreiten die Dundalk Bulls, Dublin Rams, Dublin Wolves, Flyers IHC und die Latvian Hawks alle ihre Ligaspiele im Ice Dome. In der Saison 2007/08 war der Ice Dome auch die Spielstätte der Belfast City Bruins. Seit 2007 ist der Dundalk Ice Dome auch als Ausweichspielort für die Belfast Giants aus der Elite Ice Hockey League vorgesehen.
Vom 15. bis zum 21. April 2007 fand im Dundalk Ice Dome die Weltmeisterschaft der Division III statt, bei der die irische Eishockeynationalmannschaft, die den Dome für alle ihre Heimspiele nutzt, als Zweitplatzierte in die Division II aufstieg.
Seit 2010 ist der Ice Dome geschlossen, obgleich der irische Eishockeyverband neben dem Bau eines neuen Eishockeystadions eine Neueröffnung des Dundalk Ice Domes anstrebt. Aufgrund der Schließung konnte die Irish Ice Hockey League ihren Spielbetrieb nicht fortsetzen. Zudem wurde die Irische Eishockeynationalmannschaft vorerst von der Teilnahme an Eishockey-Weltmeisterschaften ausgeschlossen, da hierfür das Zurverfügungstehen einer Eisfläche in olympischer Größe Voraussetzung ist. Das einzige nutzbare Eishockeystadion auf der irischen Insel ist nunmehr der Dundonald International Ice Bowl in Nordirland, das auch von den irischen Eishockeymannschaften genutzt wird.

## Wichtige Veranstaltungen

### Sportevents
- 15. bis 21. April 2007: Eishockey-Weltmeisterschaft (Division III)